# Johann Ludwig Spring

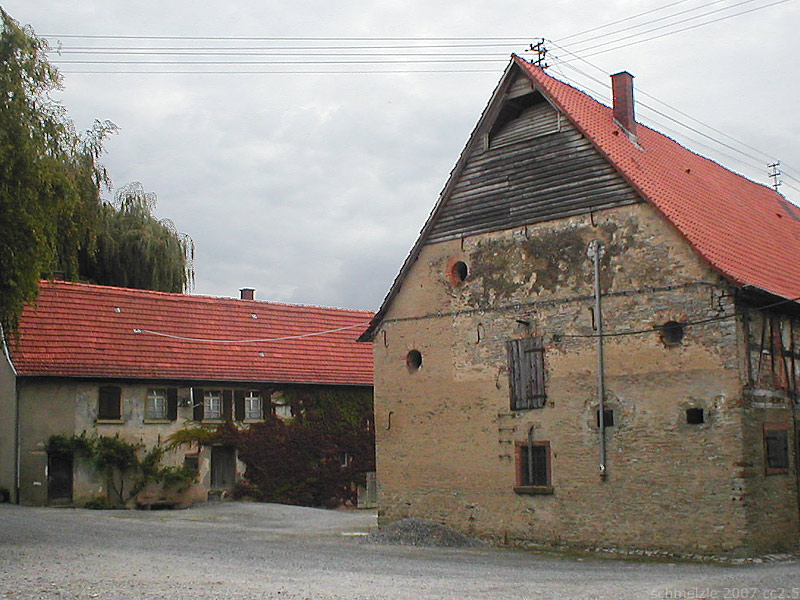
Spring reformierte Mönchzell ab 1777 zum Mustergut

Johann Ludwig Spring (geboren am 28. Mai 1719 in Adolzfurt; Sterbeort und -datum unbekannt) war ein süddeutscher Agrarreformer des 18. Jahrhunderts.

## Leben und Wirken
Als Amtmann der Freiherren von Uexküll-Gyllenband führte Spring vom Oktober 1777 an in der kurpfälzischen Ortschaft Mönchzell eine Agrarreform durch. Spring erschuf aus einer „wirklich öden und wilden Gegend“ den landwirtschaftlichen Musterort „Münchszell“. Die Reformen des württembergischen Pfarrerssohnes machten Mönchzell vom ärmsten Dorf der Region zum „Mustergut“ mit enormen Ertragssteigerungen. Die vorbildlichen und fortschrittlichen Mönchzeller Wirtschaftsmethoden führten dazu, dass die Universität Heidelberg mit Professor Jung-Stilling auf Spring und Mönchzell aufmerksam wurde und 1785 eine Exkursion nach Mönchzell durchführte. Springs in Mönchzell praktizierten Methoden wurden zum Gegenstand der Jung-Stillingschen Vorlesung „Landwirtschaftliche Geschichte des freiherrlichen Uexküllschen Guts zu Mönchzell“. Jung-Stilling sah sich verpflichtet, die „so wichtige und belehrende“ Geschichte des Musterguts Mönchzell und Springs Methoden zu veröffentlichen, „weil sie jeder Bauer nachmachen, in aller Welt befolgen und sich dadurch glücklich machen kann.“
Die Verdoppelung der Mönchzeller Bevölkerung in nur vier Jahrzehnten von 221 Einwohnern auf 448 Einwohner zwischen 1777 und 1818 resultiert aus den Springschen Agrarreformen.
Spring war Amtsmann der Brüder Carl Gustav und Johann Emich von Uexküll. Der ältere Bruder, Freiherr Friedrich Carl Gustav von Uexküll-Gyllenband (1720 bis 1801) war Oberhofmarschall in württembergischen Diensten und wurde 1790 in den Reichsgrafenstand erhoben. Der jüngere Baron, Freiherr Friedrich Johann Emich von Uexküll-Gyllenband (1724 bis 1810) stand in Diensten des Markgrafen von Baden. Nachdem sich die Uexkülls Mönchzell 1777 angeeignet hatten, wurde ihnen von sachkundiger Seite Spring als Amtsmann empfohlen. Spring hatte bereits als Gutsverwalter des Prinzen Joseph Friedrich von Sachsen-Hildburghausen sein Geschicklichkeit bewiesen und war letzterem von dem bekannten Ökonomierat Johann Christian Bernhard (1711 bis 1784) aus Baden-Durlach empfohlen worden. Spring bekam von den Uexkülls für die Verwaltung Mönchzells Generalvollmacht. Nachdem er das Dorf sieben Jahre verwaltet hatte, machte der Baron Johann Emich von Uexküll dem Heidelberger Professor Jung-Stilling die „vortrefflichste Schilderung“ von dem Amtsmann Spring, so dass Jung-Stilling, dem Spring schon vorher aufgefallen war, „vollends aufmerksam“ auf Spring und seine Methoden wurde. Er brach im Herbst 1785 von der Universität Heidelberg mit acht Studenten nach Mönchzell auf und publizierte die sachgerechte Mönchzeller Landwirtschaftsmethode in seiner Vorlesung im Wintersemester 1785/1786. Jung-Stilling sah durch Spring seinen landwirtschaftlichen Lehrgrundsatz verwirklicht, wonach der Landwirt seinen Viehbestand – soweit möglich durch sich selbst – „zur höchsten Vollkommenheit“ und in das „gehörige Verhältnis“ gegen sein Landgut bringen sollte. Danach solle jeder Teil des Landguts zur „Vervollkommnung der ganzen Wirtschaft“ benutzt werden. Spring beendete das "Gipsen" der Äcker und düngte nicht nur die Äcker, sondern auch die Wiesen mit Viehdung, um besseres Futter für das Vieh zu bekommen. Die neu eingeführte Wiesendüngung führte zu besserem Futter und damit einer Verbesserung der Milchqualität und des Viehbestandes sowie zu erneutem Viehdünger. Spring führte die Stallfütterung ein und löste damit die Waldweide des Viehs ab. Zum Decken wurden "Zuchtochsen" aus der Schweiz angeschafft. Innerhalb von sieben Jahren verdreifachte sich so der Viehbestand im Hofgut und es konnte eine gewinnbringende Käseproduktion (mit "Schweizer Käse") eingerichtet werden. Des Weiteren kombinierte Spring erstmals Schafzucht mit Kleewirtschaft und führte neue Feldfrüchte wie Raps, Mohn und Wintergerste ein. Alle Neuerungen Springs waren revolutionär und stießen zunächst auf entschiedene Ablehnung durch die einheimischen Bauern. Sie erkannten jedoch schnell, dass Springs Methoden fruchteten und machten sie sich zu eigen. Das Dorf erlebte dadurch einen enormen wirtschaftlichen Aufschwung.